# René van den Abeelen

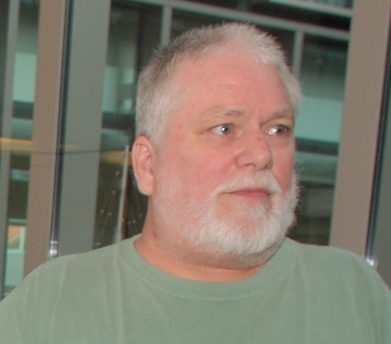
René van den Abeelen

René van den Abeelen (Den Haag, 17 juni 1957) is een Nederlands radio-dj.

## Biografie
Zijn loopbaan begon in 1980 bij de grote Haagse piraat Hofstad Radio, waar hij in eerste instantie het Hofblad voor volschreef. Toen de zender na verloop van tijd een aantal uur per week legaal op de Haagse kabel terechtkwam, kreeg Van den Abeelen de kans om de programma's 'Late Night' en 'Oren Als Schoteltjes' te gaan presenteren.
In de periode 1991/1992 presenteerde Van den Abeelen programma's voor het Haagse Lokatel ('Late Night', 'Memories' en 'Haags Nieuws'). Daarna maakte hij van radio zijn werk bij Radio Amsterdam van het Telegraafconcern. Drie maanden later stapte hij over naar Radio Noordzee Nationaal, de eerste officiële Nederlandse commerciële radiozender. Samen met programmaleider Edvard Niessing, René Prent en Gaston Starreveld was Van den Abeelen daar een van de vier eerste presentatoren. Na verloop van tijd werd hij eerst Hoofd Nieuws en later Hoofd Programmaredactie en drie jaar lang was hij samensteller en presentator van het wekelijkse Rock Uit Holland.
In het voorjaar van 1998 stapte Van den Abeelen over naar Arrow Classic Rock. Hij deed de redactie Luc van Rooijs 'Rolling Stones Special' en de redactie en presentatie van de 'Classic Album Special'.
Een jaar later bracht een verhuizing naar Flevoland hem in contact met de regionale zender Omroep Flevoland, waar hij 10 jaar lang de ochtend-editie van het nieuwsprogramma presenteerde. Daarnaast presenteerde hij ongeveer even lang de 'lunch-editie'. Voor TV Flevoland was hij voice-over van programma's als 'Filmblik', 'Architectuur Dichtbij', 'Anders Boeren', 'Vooroplopers', 'De Vereniging'.
Tevens presenteerde hij van 2000 tot en met 2001 geregeld bij Business Nieuws Radio (het huidige BNR Nieuwsradio) en in de zomer van 2001 ook nog bij Radio Gelderland. Op de zaterdagochtenden van juli 2001 tot het voorjaar van 2004 presenteerde hij 'Ook Goeiemorgen' bij Radio 192.
Sinds 2014 presenteert hij het syndicated radioprogramma Muziektherapie dat op tientallen radiozenders wordt uitgezonden. 